# Víctor Antonio Legrotaglie
Víctor Antonio Legrotaglie (Las Heras, 29 maggio 1937 – Godoy Cruz, 30 marzo 2024) è stato un calciatore argentino, di ruolo centrocampista.
Iniziò la sua carriera professionale al Gimnasia y Esgrima di Mendoza nel 1953, dove riuscì a diventare il più grande idolo ed emblema della squadra. Poi, nel 1959, passò al Chacarita Juniors, dove vinse un campionato nazionale di seconda divisione. Tornò a Mendoza a metà degli anni '60 per indossare nuovamente i colori della Gimnasia. Tre anni dopo giocò per un periodo nell'Argentino de Mendoza per tornare, un anno dopo, al Lobo Mendoza per la terza volta, rimanendovi per tre anni. In quel periodo vinse un torneo regionale ufficiale e uno nazionale non ufficiale, il Torneo Confraternidad organizzato dal Boca Juniors nel 1965.
Nel 1967 tornò brevemente all'Atletico Argentino ma a metà anno andò a San Juan per indossare la maglia della Juventud Alianza. La sua quarta tappa alla Mensana arrivò all'inizio del 1968 dove iniziò a disputare il vecchio campionato nazionale. Essendo consuetudine dell'epoca per i club di Mendoza prendere in prestito giocatori per rappresentare la provincia a livello nazionale, nel 1973 giocò per l'Independiente Rivadavia, il classico rivale del Gimnasia, per giocare nel torneo di quell'anno. Nel 1976 andò a La Rioja per giocare per l'Américo Tesorieri e dove pochi mesi dopo finì per ritirarsi professionalmente.
Giunse ad essere considerato il più grande calciatore di tutti i tempi nel calcio di Mendoza. Víctor si distinse per la sua grande abilità nei calci di punizione e nei gol olimpici, dal momento che ne segnò rispettivamente 66 e 12 durante la sua carriera.

## Biografia
Víctor Legrotaglie nacque il 29 maggio 1937, a Las Heras, nella provincia di Mendoza, in Argentina. Si sposò con Olga Angélica Martínez, morta nel 2017, con la quale ebbe tre figli, di nome Víctor Omar — soprannominato Cocó, morto il 19 maggio 1969 —, Olga e Carina. Ebbe due nipoti, Julián e Sofía Martín. Fu tifoso del Gimnasia de Mendoza e dell'Independiente, essendo il suo più grande idolo il Bolita Alfredo Sosa.
Nel 2012 presentò il suo libro intitolato El Víctor con la collaborazione del giornalista di Mendoza Matías Soria, biografia della sua vita calcistica narrata in prima persona e con il prologo di César Luis Menotti e la partecipazione speciale alle storie di Alejandro Apo, Ángel Cappa, Roberto Perfumo e Víctor Hugo Morales.
Nel 2015, fu nominato attraverso una votazione online dal quotidiano Diario MDZ Online come il miglior calciatore di tutti i tempi nel calcio di Mendoza, superando grandi giocatori come Enzo Pérez — giocatore in attività e con presenze in nazionale — e Hugo Cirilo Mémoli.

## Carriera

### I primi anni
Legrotaglie iniziò a giocare a calcio da bambino al Club Sociedad Italiana 5 de Octubre, divenuta in seguito centro sportivo Vicente Polimeni, squadra fondata da suo nonno e di cui suo padre e suo zio furono presidenti. Disputò la Liga Lasherina de fútbol esistente a quel tempo. Arrivò al Gimnasia y Esgrima per caso, grazie al "Chupino" Carlos Cardone, un suo conoscente e giocatore del Lobo all'epoca, che gli chiese di accompagnarlo portadogli la borsa da allenamento, garantendogli in questo modo l'ingresso libero allo stadio, alla partita tra Gimnasia e Gutiérrez valevole per Torneo Vendimia del 1953. Fu così che a soli sedici anni e nelle file dei sostituti, gli fu chiesto da "Mona" Alfredo García, allora allenatore del Blanquinegro, a venti minuti dalla ripresa e dopo l'infortunio di uno degli attaccanti, se volesse entrare; Víctor rispose di sì ed entrò, segnando due gol per la vittoria finale della Mensana per 6:2. Una volta compiuti i diciassette anni, firmò il suo primo contratto da professionista. Prima di questi eventi, tuttavia, essendo la sua famiglia tifosa dell'Independiente Rivadavia, cercò di rimanere lì oltre che nell'Huracán Las Heras, un club conveniente data la sua vicinanza, ma in entrambi gli fu risposto che essendo molto magro (appena sessantadue chili) fosse improbabile vedere una futura carriera per lui.

### Carriera professionistica
Nel 1959 fu trasferito al Chacarita Juniors dove riuscì a diventare campione della Prima Divisione B — all'epoca Seconda Divisione di calcio — di quell'anno. Un anno dopo tornò al Lobo mendocino fino al 1963, quando indossò la maglia dell'Argentino de Mendoza fino al 1964, anno in cui tornò al Lobo vincendo il suo primo torneo locale e nel 1965 il Torneo Confraternidad, che gli offrì la possibilità di affrontare il Boca Juniors. Un anno prima, più precisamente il 1º marzo 1964, giocando in modo non ufficiale per il Godoy Cruz in amichevole, ebbe il piacere di affrontare il Santos di Pelé, con il quale perse 2:3; in quell'occasione O Rei lo salutò personalmente.

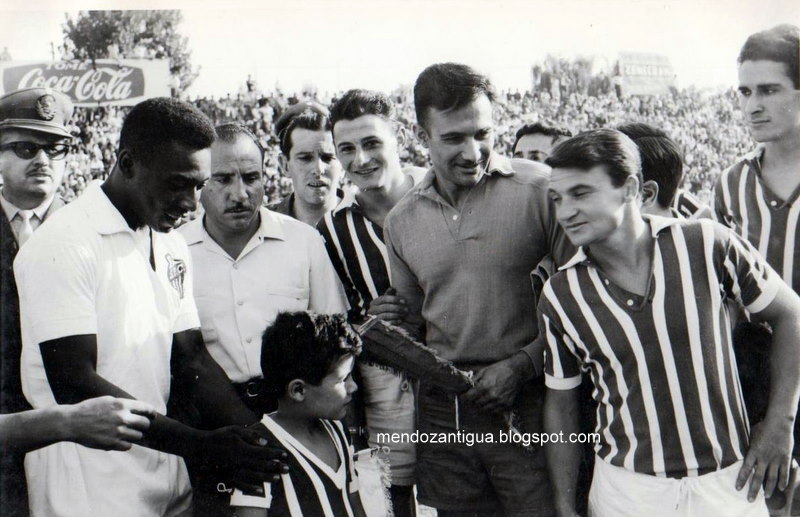
Il saluto tra Legrotaglie e Pelé.

Nella seconda metà del 1967, dopo la sua seconda e breve esperienza all'Accademia di Mendoza, andò a giocare nella vicina provincia di San Juan nella Juventud Alianza per disputare il Torneo Regional e poi il Torneo Promocional. Ma fu nella sua quarta tappa al Lobo che raggiunse i più grandi successi della sua carriera, facendo parte della famosa squadra dei Los Compadres, considerata la migliore nel 1971. Riuscì a rimanere imbattuto in casa per due anni e mezzo, qualificarsi consecutivamente per tre campionati nazionali e segnare gol contro grandi del calcio argentino come il San Lorenzo al Viejo Gasómetro e altri riconosciuti come il Newell's Old Boys.
Nel 1973, indossò la maglia dell'Independiente Rivadavia per gareggiare nel Campionato Nazionale 1973 insieme ai suoi compagni del Gimnasia Guayama, Felman e "Documento" Ibánez.
Concluse la sua carriera da giocatore alla fine del 1974 al Gimnasia. Tuttavia, fu solo il 24 settembre 1975, contro il River Plate, in una partita valevole per il Campionato Nazionale 1975 giocato allo Stadio Bautista Gargantini, che diede il suo addio, anche se senza giocare: i giocatori del Lobo raccolsero la palla e gli fecero salutate il pubblico. Tornò in campo 2 anni dopo per giocare con l'Américo Tesorieri di La Rioja, il suo ultimo club ufficiale.
El Víctor venne messo in risalto da riviste come El Gráfico, per il quale finì in copertina nel 1971, scrivendo a suo riguardo:
(El Gráfico, (4 gennaio 2008).)
Segnò anche un totale di 66 gol su calcio di punizione, il terzo più alto nella storia.
Nella sua forma migliore, fu conteso da grandi squadre europee come il Real Madrid e l'Inter e da altri club come i New York Cosmos degli Stati Uniti, dove giocarono anche Franz Beckenbauer e Pelé. Non accettò mai di partire tuttavia, appagato dei suoi averi nella sua provincia natale, oltre al fatto che in quel periodo il calcio all'estero non fosse percepito come una salvezza economica per i calciatori.

### Carriera da allenatore
Come allenatore diresse in diverse occasioni il Gimnasia y Esgrima. Nel 1981, rese il Lobo Mendoza campione del torneo locale. Successivamente svolse diversi incarichi, ma questa volta nei tornei Argentino A e B. La sua ultima esperienza al Lobo del Parque si ebbe nel 2004, quando sostituì l'allenatore Walter De Felippe, inaspettatamente dimessosi dal suo incarico pochi giorni prima del suo debutto.

## Palmarès

### Club

#### Competizioni nazionali
- Primera B Metropolitana: 1

Chacarita Juniors: 1959